# Luann Ryon
Luann Marie Ryon (ur. 13 stycznia 1953 w Long Beach, zm. 30 grudnia 2022 w Riverside) – amerykańska łuczniczka, mistrzyni olimpijska, mistrzyni świata. Startowała w konkurencji łuków klasycznych.
Największym jej osiągnięciem był złoty medal igrzysk olimpijskich w Montrealu w 1976 roku w konkurencji indywidualnej oraz mistrzostwo świata zdobyte w 1977 roku w Canberze.